# Allium mexicanum
Allium mexicanum är en amaryllisväxtart som beskrevs av Hamilton Paul Traub. Allium mexicanum ingår i släktet lökar, och familjen amaryllisväxter. Inga underarter finns listade i Catalogue of Life.